# Tanngnjóstr i Tanngrisnir
Tanngrisnir i Tanngnjóstr su dvije magične koze - mitološka bića koje vuku kočiju boga Thora. Thor je u mogućnosti pojesti koze i ponovo ih oživjeti ako sastavi njihove dijelove i koristeći svoj čekić Mjollnir isti dan. 